# Charles Spencer-Churchill, Duce de Marlborough
Charles Richard John Spencer-Churchill, al 9-lea Duce de Marlborough (13 noiembrie 1871 – 30 iunie 1934), numit Conte de Sunderland până în 1883 și Marchiz de Blandford între 1883 și 1892, a fost ofițer britanic și politician conservator.

## Biografie

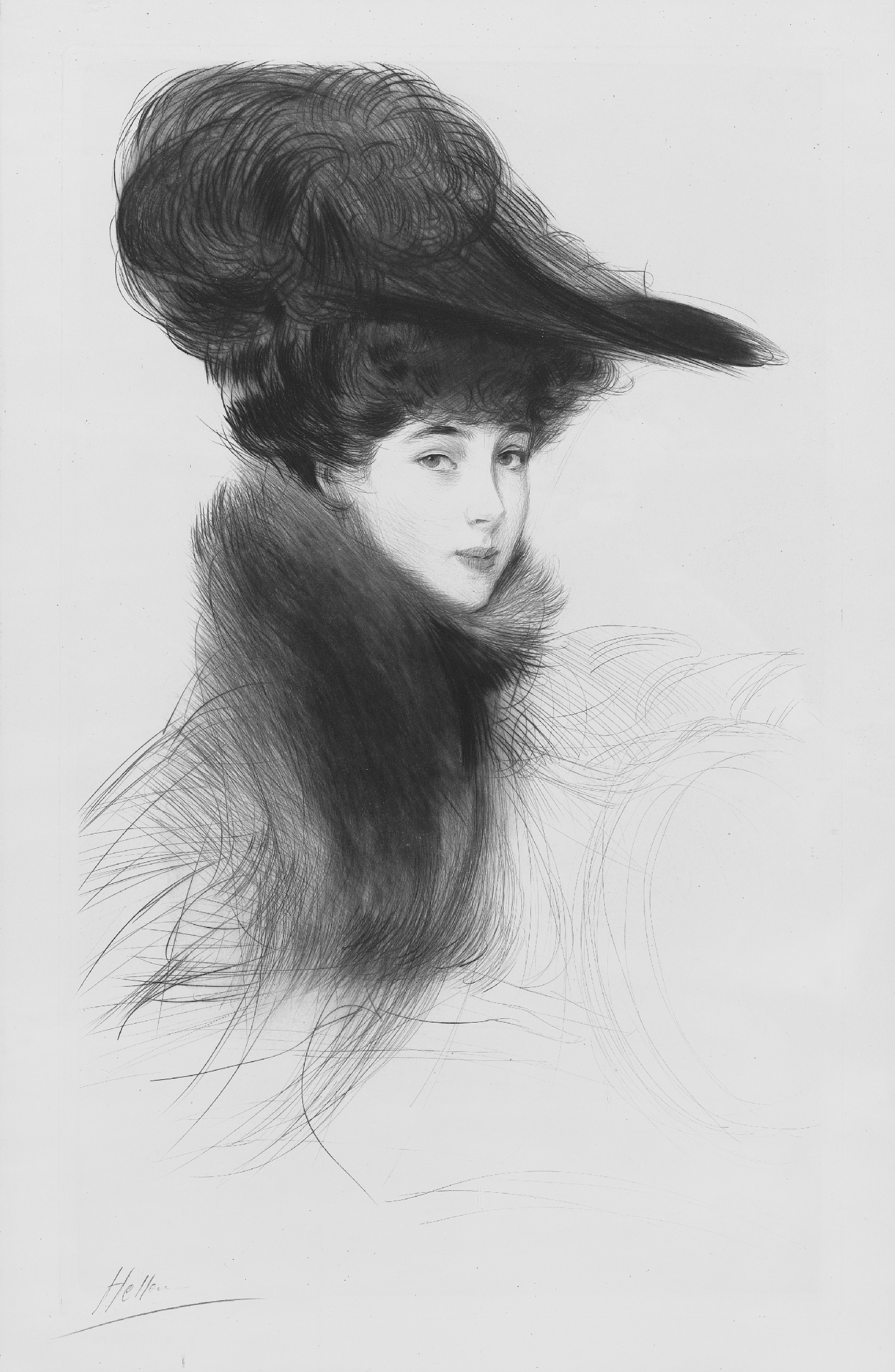
Consuelo Vanderbilt, Ducesă de Marlborough

Născut la Simla, India, Marlborough a fost singurul fiu al lui George Spencer-Churchill, al 8-lea Duce de Marlborough și a soției acestuia, Lady Albertha Frances Anne, fiica lui James Hamilton, Duce de Abercorn. A fost văr primar cu Winston Churchill, cu care a fost prieten toată viața. A fost educat la Colegiul Winchester și la Trinity College, Cambridge.
Marlborough s-a căsătorit de două ori. Prima soție a fost o bogată moștenitoare americană, Consuelo Vanderbilt, cu care s-a căsătorit la biserica Saint Thomas din New York City la 6 noiembrie 1895. Au avut doi fii: John Spencer-Churchill, marchiz de Blandford și al 10-lea Duce de Marlborough, și Lord Ivor Spencer-Churchill.
Cuplul a divorțat în 1921 și căsătoria a fost anulată de Vatican cinci ani mai târziu.
Marlbrough s-a căsătorit cu o altă americană, Gladys Deacon, la 25 iunie 1921 la Paris. Mai târziu, în mariajul lor nefericit, fără copii, ea ținea un revolver în dormitorul ei pentru a-și împiedica soțul să intre. Cuplul s-a separat dar n-a divorțat niciodată.